# Lazar Pajović
Lazar Pajović, né le 26 août 1991 à Novi Pazar en République fédérale de Yougoslavie, est un footballeur serbe. Il évolue au Novi Pazar au poste de défenseur central.